# Jennifer Heil
Jennifer Heil (n. 11 aprilie 1983, Spruce Grove⁠(d), Alberta, Canada) este o sportivă canadiancă, medaliată olimpică. A participat la 3 ediții ale Jocurilor Olimpice (2002, 2006, 2010) în care a câștigat o medalie de aur și o medalie de argint.